# Audigny
Audigny est une commune française située dans le département de l'Aisne en région Hauts-de-France.

## Géographie

### Communes limitrophes
|                           | Guise                |                   |
| Macquigny                 | Audigny              | Flavigny-le-Grand |
| Landifay-et-Bertaignemont | Puisieux-et-Clanlieu |                   |

### Hydrographie
La commune est située dans le bassin Seine-Normandie. Elle n'est drainée par aucun cours d'eau,.

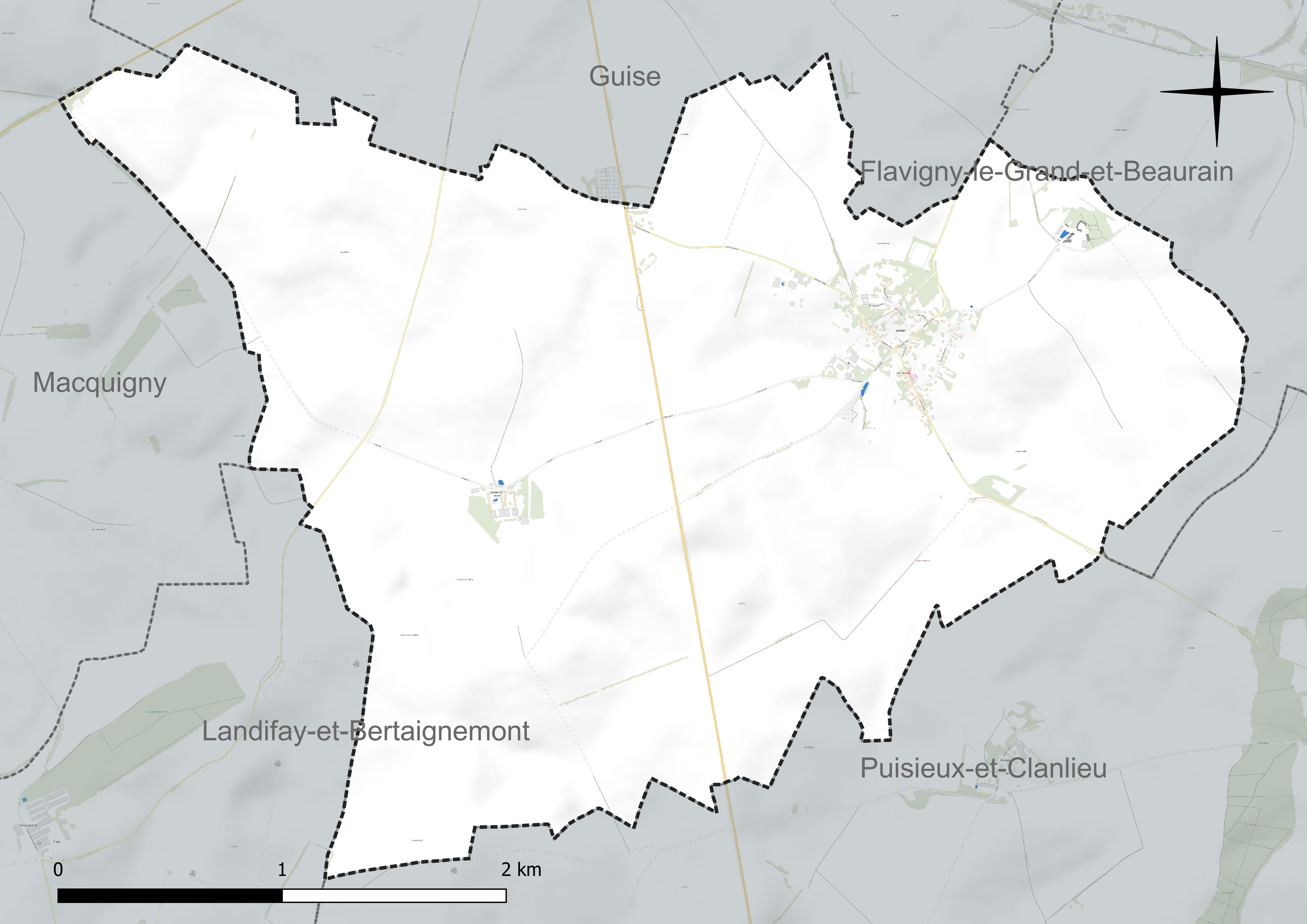
Réseau hydrographique d'Audigny.

### Climat
Pour des articles plus généraux, voir Climat des Hauts-de-France et Climat de l'Aisne.
En 2010, le climat de la commune est de type climat océanique dégradé des plaines du Centre et du Nord, selon une étude du CNRS s'appuyant sur une série de données couvrant la période 1971-2000. En 2020, Météo-France publie une typologie des climats de la France métropolitaine dans laquelle la commune est exposée à un climat océanique altéré et est dans la région climatique Nord-est du bassin Parisien, caractérisée par un ensoleillement médiocre, une pluviométrie moyenne régulièrement répartie au cours de l'année et un hiver froid (3 °C).
Pour la période 1971-2000, la température annuelle moyenne est de 9,9 °C, avec  une amplitude thermique annuelle de 14,9 °C. Le cumul annuel moyen de précipitations est de 799 mm, avec 12,4 jours de précipitations en janvier et 9,3 jours en juillet. Pour la période 1991-2020 la température moyenne annuelle observée sur la station météorologique la plus proche, située sur la commune de Fontaine-lès-Vervins à 18 km à vol d'oiseau, est de 10,5 °C et le cumul annuel moyen de précipitations est de 826,3 mm,. Pour l'avenir, les paramètres climatiques de la commune estimés pour 2050 selon différents scénarios d'émission de gaz à effet de serre sont consultables sur un site dédié publié par Météo-France en novembre 2022.

## Urbanisme

### Typologie
Au 1er janvier 2024, Audigny est catégorisée commune rurale à habitat dispersé, selon la nouvelle grille communale de densité à 7 niveaux définie par l'Insee en 2022.
Elle est située hors unité urbaine. Par ailleurs la commune fait partie de l'aire d'attraction de Guise, dont elle est une commune de la couronne,. Cette aire, qui regroupe 21 communes, est catégorisée dans les aires de moins de 50 000 habitants,.

### Occupation des sols
L'occupation des sols de la commune, telle qu'elle ressort de la base de données européenne d'occupation biophysique des sols Corine Land Cover (CLC), est marquée par l'importance des territoires agricoles (96,6 % en 2018), une proportion identique à celle de 1990 (96,6 %). La répartition détaillée en 2018 est la suivante : 
terres arables (96,6 %), zones urbanisées (3,4 %).
L'évolution de l'occupation des sols de la commune et de ses infrastructures peut être observée sur les différentes représentations cartographiques du territoire : la carte de Cassini (XVIIIe siècle), la carte d'état-major (1820-1866) et les cartes ou photos aériennes de l'IGN pour la période actuelle (1950 à aujourd'hui).

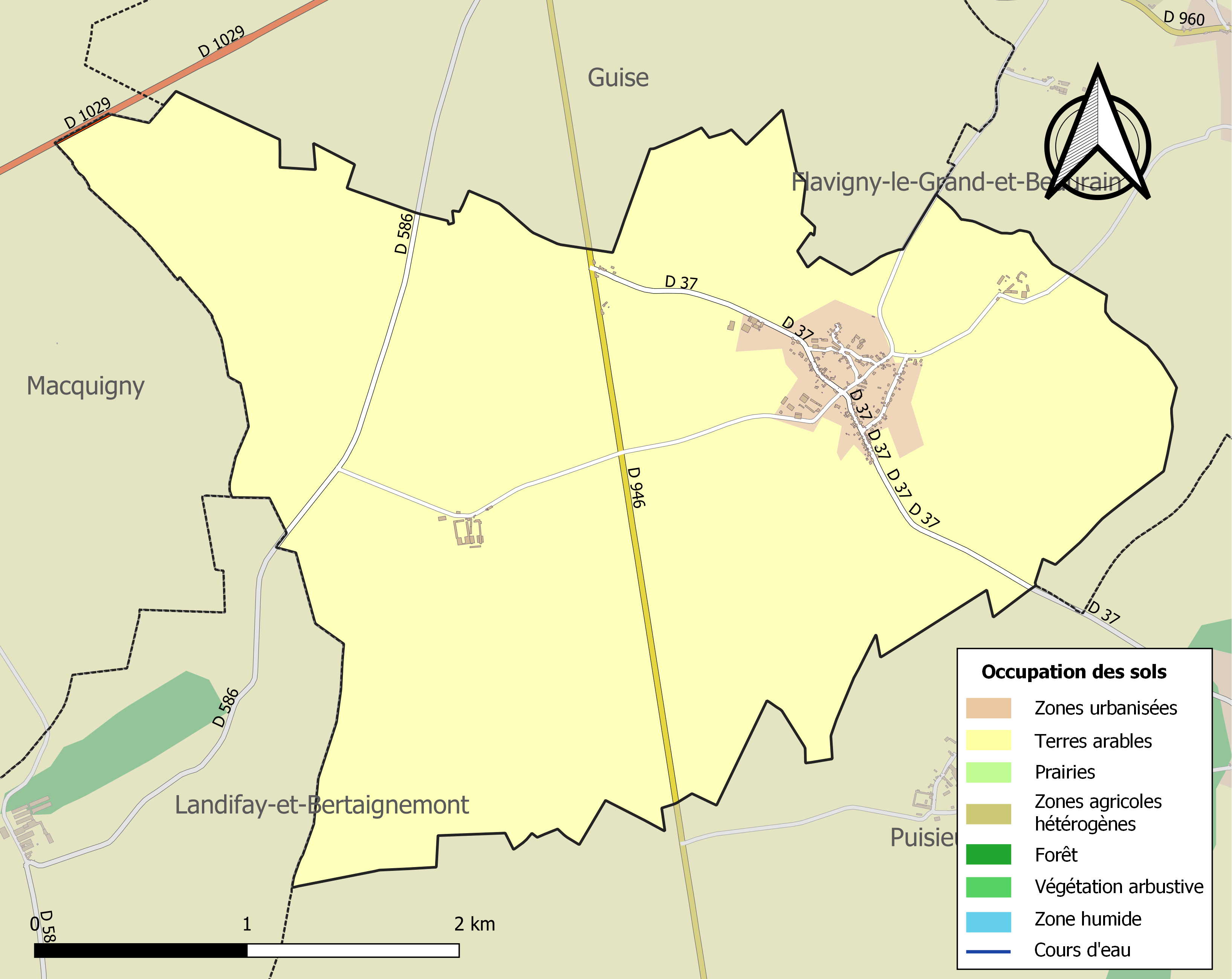
Carte des infrastructures et de l'occupation des sols de la commune en 2018 (CLC).

## Toponymie
Le nom de la localité est attesté sous les formes Aldiniacum (1065) ; Aldinisia (1161) ; Oldeniis, Audiniacus (1167) ; Audegnis (1168) ; Audenis (1197) ; Feodum de Audignies (1223) ; Audegnies (1224) ; Audegniacum (1270) ; Villa de Audigniaco (1270) ; Audignis (1413) ; Auldigny (1580).

## Histoire
Aldiniacum en 1065, Aldinisia en 1161, Aldigni en 1165, Auldigny en 1530. Le nom provient d'une forme germanique d'Aldinus issue du latin albus qui signifie blanc.
Albanus (Aldanus) était le nom d'un saint qui vivait près de Londres à Vérulanium au IIIe siècle (aujourd'hui Saint Albans). 
Soldat dans l'armée de Dioclétien, il rentre chez lui en Angleterre où il héberge un missionnaire chrétien recherché par la police locale. Converti en une nuit, il donne ses habits au missionnaire qui parvient à s'enfuir. Quelque temps après il est arrêté pour refus de sacrifice aux idoles, il est aussitôt décapité (an 287). Sa renommée et ses miracles arrive en France où de nombreuses paroisses adoptent le saint comme protecteur. Sa fête est le 22 juin au solstice d'été.
Les terres de la commune appartenaient autrefois (XIe siècle) à différentes communautés religieuses qui vénéraient le saint et donnèrent son nom au hameau puis à la paroisse qui s'établit sur le lieu.

M. Carlier, instituteur, a écrit en 1884 une monographie sur le village consultable sur le site des Archives départementales de l'Aisne.

En 1918, après les durs combats de la Ferme de Louvry, le village est libéré le 5 novembre à 6 h 30 du matin par les 70e et 115e bataillon de chasseurs à pied.

## Politique et administration

### Découpage territorial
La commune d'Audigny est membre de la communauté de communes Thiérache Sambre et Oise, un établissement public de coopération intercommunale (EPCI) à fiscalité propre créé le 1er janvier 2017 dont le siège est à Guise. Ce dernier est par ailleurs membre d'autres groupements intercommunaux.
Sur le plan administratif, elle est rattachée à l'arrondissement de Vervins, au département de l'Aisne et à la région Hauts-de-France. Sur le plan électoral, elle dépend du  canton de Guise pour l'élection des conseillers départementaux, depuis le redécoupage cantonal de 2014 entré en vigueur en 2015, et de la troisième circonscription de l'Aisne  pour les élections législatives, depuis le dernier découpage électoral de 2010.

### Administration municipale
| Période                                  | Période                    | Identité        | Étiquette | Qualité                                     |
| ---------------------------------------- | -------------------------- | --------------- | --------- | ------------------------------------------- |
| Les données manquantes sont à compléter. |                            |                 |           |                                             |
| mars 2001                                | mars 2008                  | Sylvie Tromelin |           |                                             |
| mars 2008                                | En cours (au 20 juin 2020) | Franck Guiard   |           | Agriculteur Réélu pour le mandat 2020-2026, |

## Démographie
En 1768, Jean-Joseph Expilly dénombrait 60 feux sur la paroisse d'Audigny[réf. nécessaire].
L'évolution du nombre d'habitants est connue à travers les recensements de la population effectués dans la commune depuis 1793. Pour les communes de moins de 10 000 habitants, une enquête de recensement portant sur toute la population est réalisée tous les cinq ans, les populations de référence des années intermédiaires étant quant à elles estimées par interpolation ou extrapolation. Pour la commune, le premier recensement exhaustif entrant dans le cadre du nouveau dispositif a été réalisé en 2004.

En 2022, la commune comptait 282 habitants, en évolution de −0,35 % par rapport à 2016 (Aisne : −1,97 %, France hors Mayotte : +2,11 %).
| 1793 | 1800 | 1806 | 1821 | 1831 | 1836 | 1841 | 1846 | 1851 |
| ---- | ---- | ---- | ---- | ---- | ---- | ---- | ---- | ---- |
| 427  | 412  | 438  | 496  | 541  | 570  | 596  | 589  | 613  |

| 1856 | 1861 | 1866 | 1872 | 1876 | 1881 | 1886 | 1891 | 1896 |
| ---- | ---- | ---- | ---- | ---- | ---- | ---- | ---- | ---- |
| 615  | 638  | 615  | 589  | 593  | 506  | 488  | 542  | 538  |

| 1901 | 1906 | 1911 | 1921 | 1926 | 1931 | 1936 | 1946 | 1954 |
| ---- | ---- | ---- | ---- | ---- | ---- | ---- | ---- | ---- |
| 473  | 456  | 438  | 345  | 375  | 401  | 356  | 356  | 396  |

| 1962 | 1968 | 1975 | 1982 | 1990 | 1999 | 2004 | 2006 | 2009 |
| ---- | ---- | ---- | ---- | ---- | ---- | ---- | ---- | ---- |
| 359  | 326  | 224  | 193  | 214  | 207  | 224  | 240  | 255  |

| 2014 | 2019 | 2022 | - | - | - | - | - | - |
| ---- | ---- | ---- | - | - | - | - | - | - |
| 284  | 280  | 282  | - | - | - | - | - | - |

## Culture locale et patrimoine

### Lieux et monuments
- Château de l'Étang.
- Église Saint-Pierre-Saint-Paul d'Audigny.

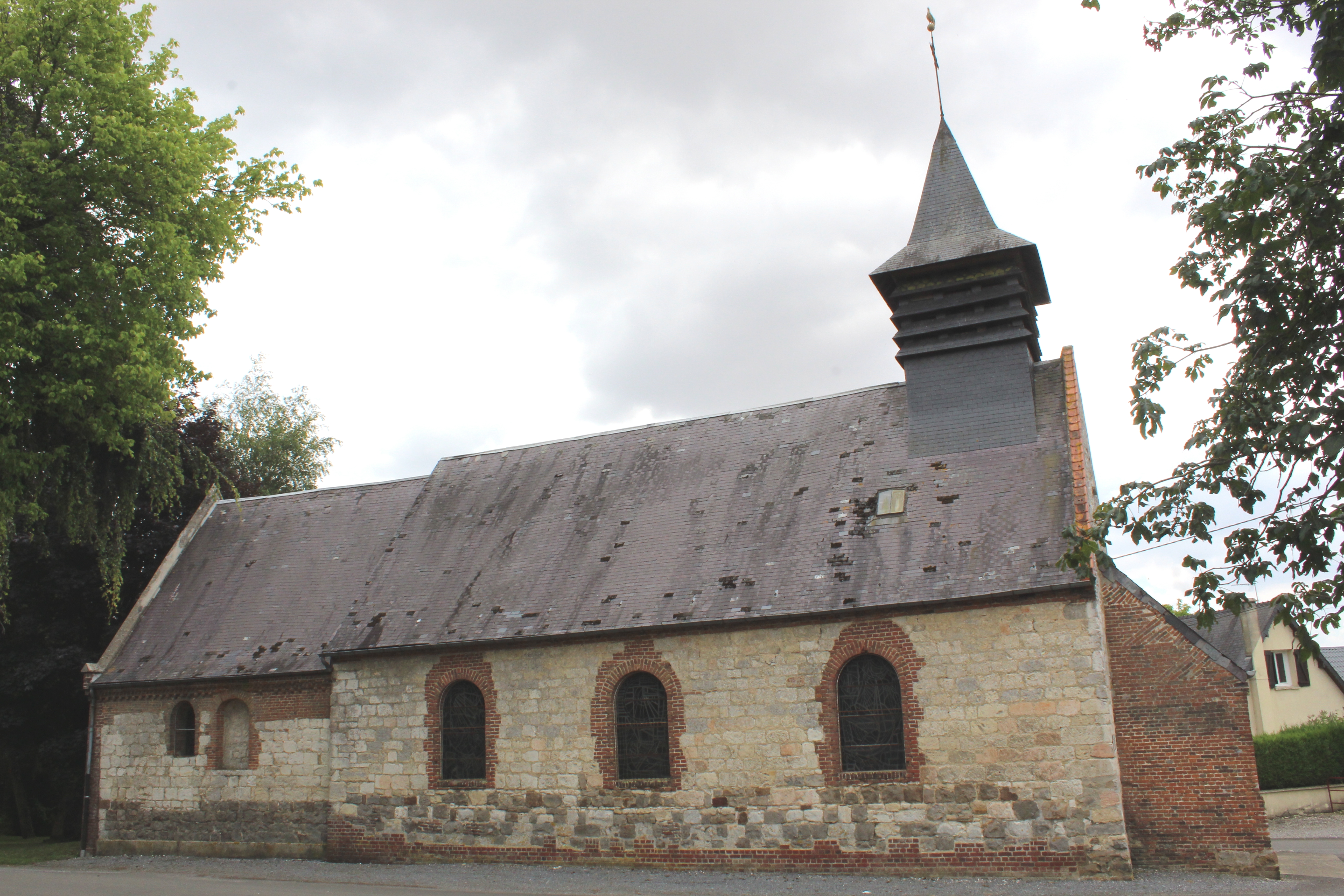
Autre vue de l'église.
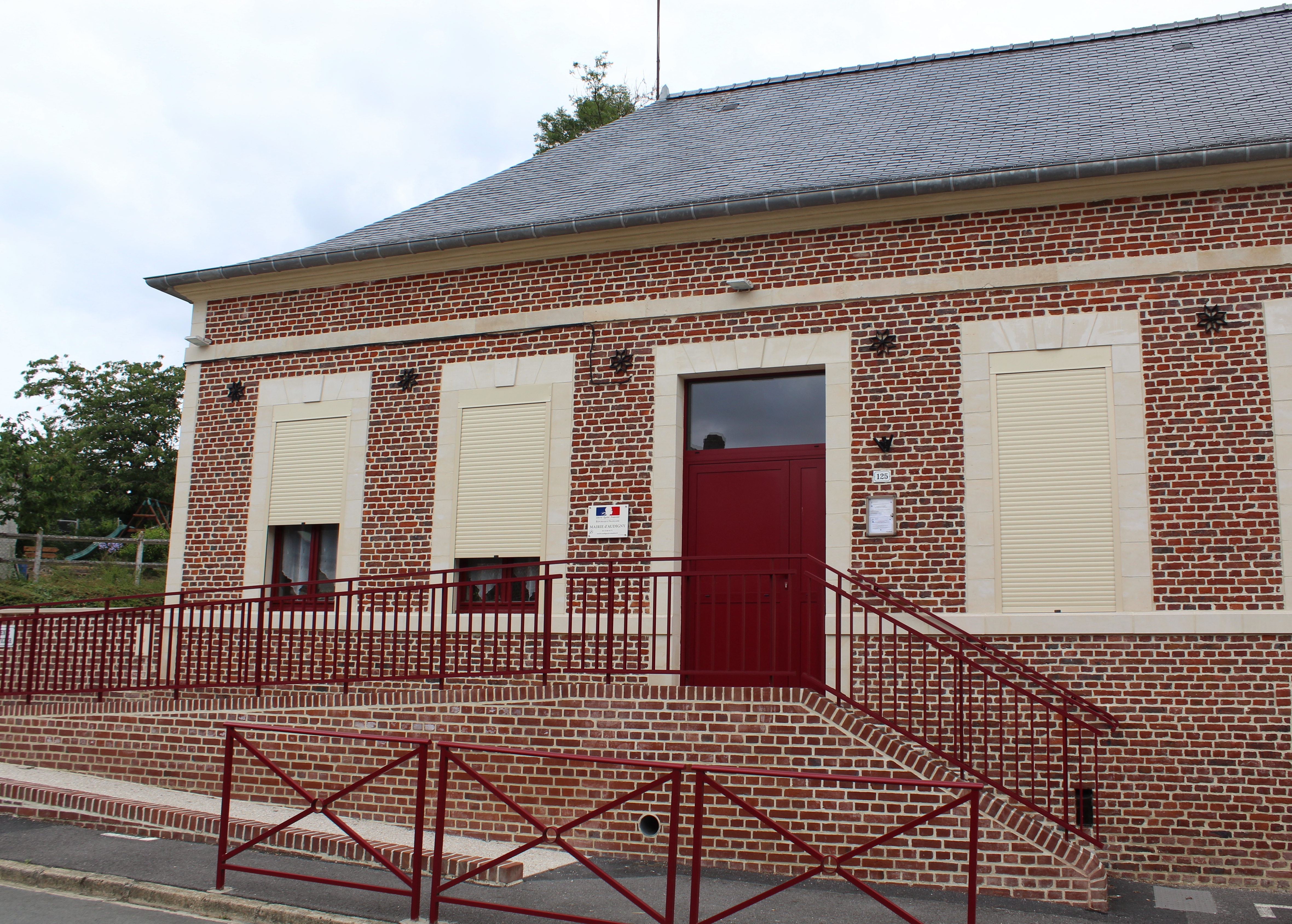
La mairie.
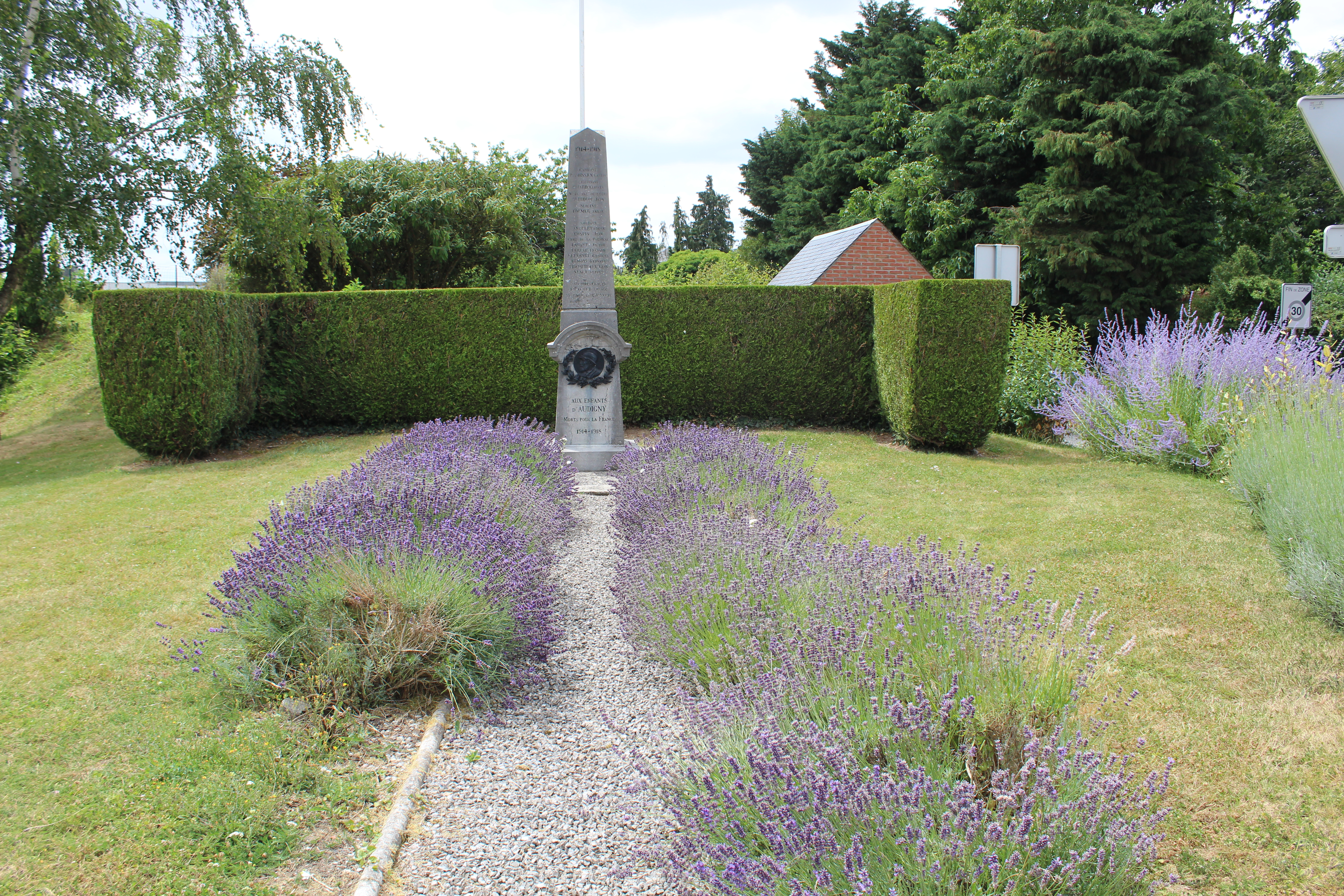
Le monument aux morts.
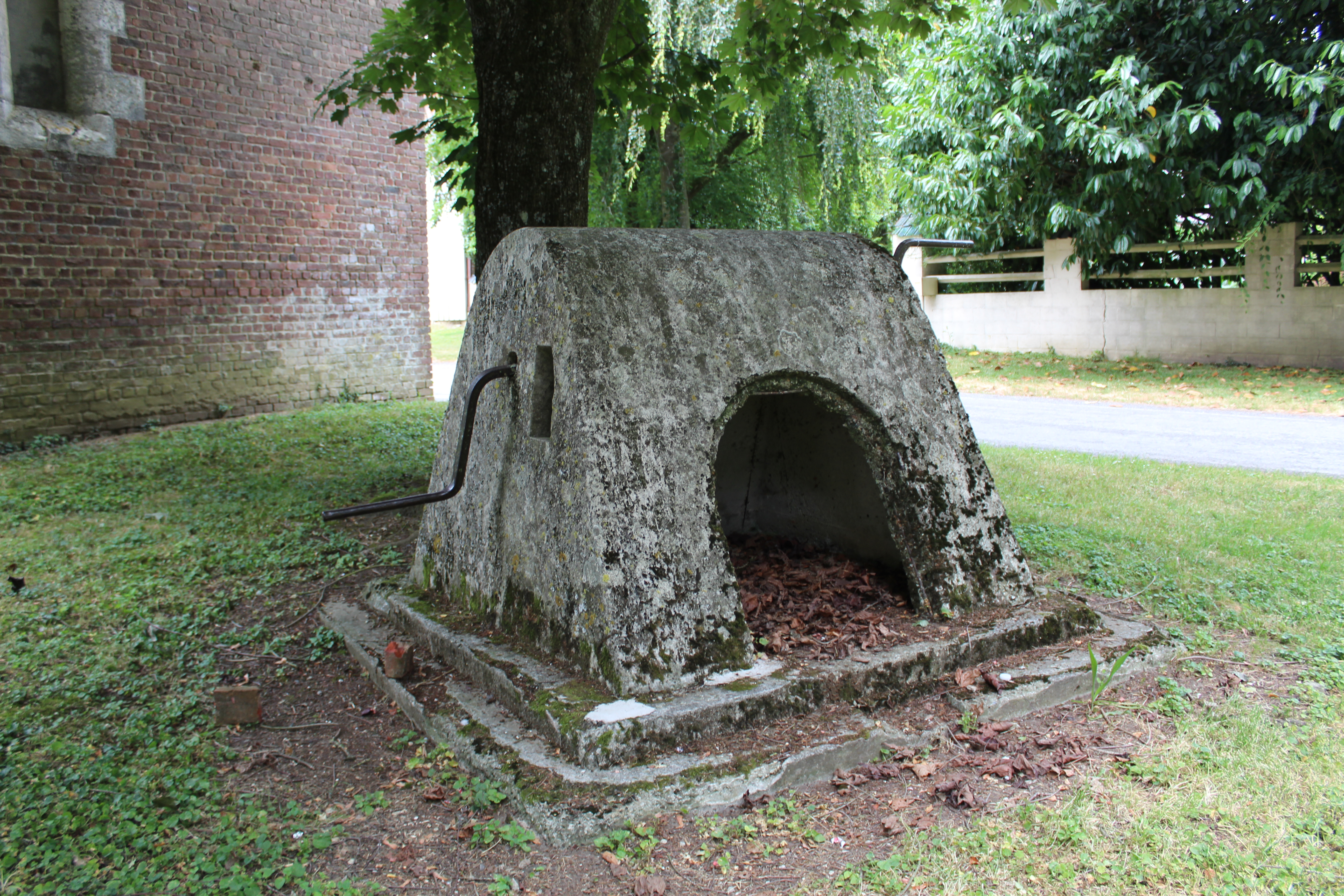
Ancien puits public.

### Personnalités liées à la commune
- Daniel Merlin (1861-1933), peintre français, est né à Audigny.

## Pour approfondir